# Чаналука (Кампобасо)
Чаналука је насеље у Италији у округу Кампобасо, региону Молизе.
Према процени из 2011. у насељу је живело 113 становника. Насеље се налази на надморској висини од 27 м.